# Stadio Giuseppe Meazza
Stadio Giuseppe Meazza je fotbalový stadion v italském městě Milán, v regionu Lombardie. Do roku 1980 nesl název Stadio San Siro, podle názvu milánské čtvrti, ve které se nachází, poté byl pojmenován na památku Giuseppe Meazzy (1910-1979),  slavného fotbalisty, který hrál za oba milánské kluby a byl mistrem světa v letech 1934 a 1938.
Slavnostně byl otevřen v roce 1926 a byl ve vlastnictví klubu Milán, v roce 1935 ji získal magistrát Milána, který jej v letech 1937 až 1939 rozšířil. V 50. letech 20. století, zde bylo vybudováno souvislé vyvýšené schodiště (druhý prstenec), díky čemuž dosáhl kapacity téměř sta tisíc diváků, na což navazovalo osvětlovací zařízení. V letech 1987 až 1990 prošel poslední rekonstrukcí, po které byl vybaven dalším schodištěm (třetí prstenec). Následné práce v novém tisíciletí zahrnovaly úpravu interiéru zařízení, hřiště, příkopu a likvidaci technického prostoru na okraji hřiště, kapacita od sezóny 2022/23 je přibližně pro 75 000 sedících diváků.
Stadion je domovský stadion dvou nejslavnějších profesionálních fotbalových týmů ve městě a to Milán od slavnostního otevření a Inter, který zde hraje od roku 1947. Je přezdíván La Scala del calcio odvozený od nejproslulejších operních domů La Scala. Je to největší sportovní stadion  a pátý nejstarší stadion v Itálii.
Hrálo se zde MS 1934, ME 1980, MS 1990 i finále Ligy národů 2021. Také se zde hrálo čtyřikrát finále LM (1964/65, 1969/70, 2000/01 a 2015/16). Také se zde hrálo finále Poháru UEFA, to když Inter hrálo finále tehdejšího formátu (1990/91, 1993/94 a 1996/97). Kvůli špatném stadionu zde hrál i Juventus finále Poháru UEFA (1994/95). V sezóně 2019/20 zde hrál své domácí zápasy v evropských pohárech  Atalanta.
Přestože je určen téměř výhradně pro fotbal, zaznamenal národní rekord v návštěvnosti ragbyového zápasu mezi Itálií a Novým Zélandem v roce 2009, kterého se zúčastnilo více než 81 000 diváků. V roce 1960 se zde konal i světový zápas o korunu v boxu mezi Duilio Loi a Carlosem Ortizem. Mimo sportovní kontext se od roku 1980 používá jako koncertní místo, zejména v letní sezóně a vystupovali zde mimo jiné významní mezinárodní umělci jako Bob Marley, Rolling Stones, Michael Jackson, Bob Dylan, Bruce Springsteen a One Direction.
Stadion je určený k pořádání zahajovacího ceremoniálu ZOH 2026 plánovaných v Miláně a Cortině d'Ampezzo. Zařízení spravuje MI Stadio S.r.l., společnost ve společném vlastnictví Milána a Interu.

## Historie

### Původ

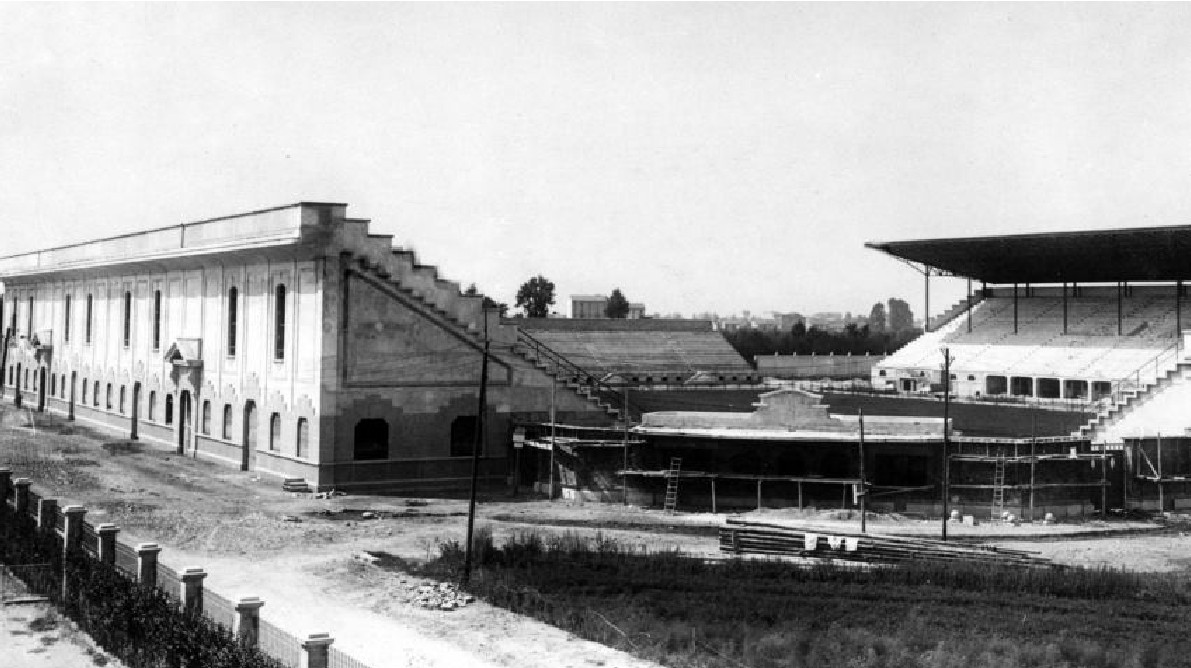
Stadion před otevřením v roce 1926

Již v roce 1925 se tehdejší prezident Milána Piero Pirelli rozhodl postavit nový fotbalový stadion, místo nepohodlném Campo di viale Lombardia. Stavba byla svěřena architektovi Ulisse Stacchinimu, který byl autorem Hlavního vlakového nádraží. Stavební práce začaly 1. srpna a během jednoho roku byla dokončena stavba pro 35 000 diváků tvořených čtyřmi lineárními tribunami uspořádanými po stranách hřiště s odděleními v rozích. Dne 19. září 1926 byl za přítomnosti prince Adalberta Savojského-Janovského  stadion slavnostně otevřen přátelským zápasem mezi Milánem a Interem (3:6), po kterém následoval první oficiální zápas 3. října porážkou Milána 1:2 proti Sampierdarenese.
Ten, kdo pokřtil stadion jménem Stadio San Siro, byl Anteo Carapezzi, bývalý cyklista a manažer klubu, kterého Piero Pirelli určil jako ředitele nově postaveného zařízení.
Stadion byl mezi určenými jako dějiště pro MS 1934 a odehrálo se zde 1. kolo, osmifinále, čtvrtfinále a semifinále.
Po kapacitních problémech stadionu, které se objevily během MS 1934, se rozhodlo město Milán v roce 1935 o jeho koupi a zároveň jej svěřilo architektu Mario Perlascovi a inženýru Giuseppe Berterovi o jeho modernizaci. Začalo se v roce 1937 a trvala  20 měsíců. Zahrnovala uzavření mezer mezi tribunami a zvednutí dvou zatáček na stejnou úroveň jako tribuny, aby se vytvořilo jediné souvislé schodiště. Zvýšila se kapacitu stadionu na 100 000 míst. Při této příležitosti byly zrekonstruovány vchody, přestavěny šatny a pokoje pro sportovce a vyřazeno veškeré příslušenství sloužící sousednímu závodišti. Slavnostně otevřen byl při přátelském utkání mezi Itálií a Anglií dne 13. května 1939 (2:2).

### První rekonstrukce

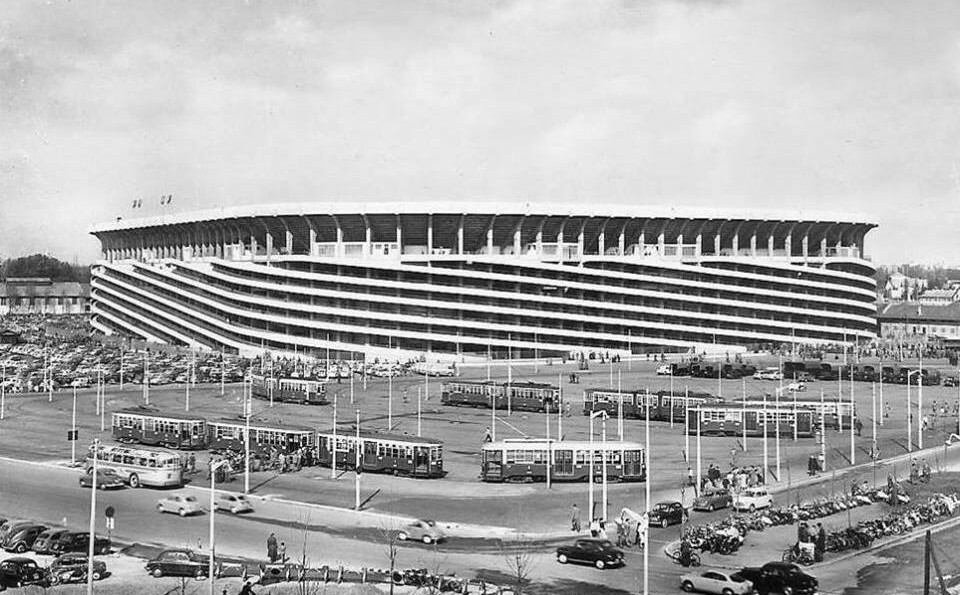
Stadion po rekonstrukci v roce 1955

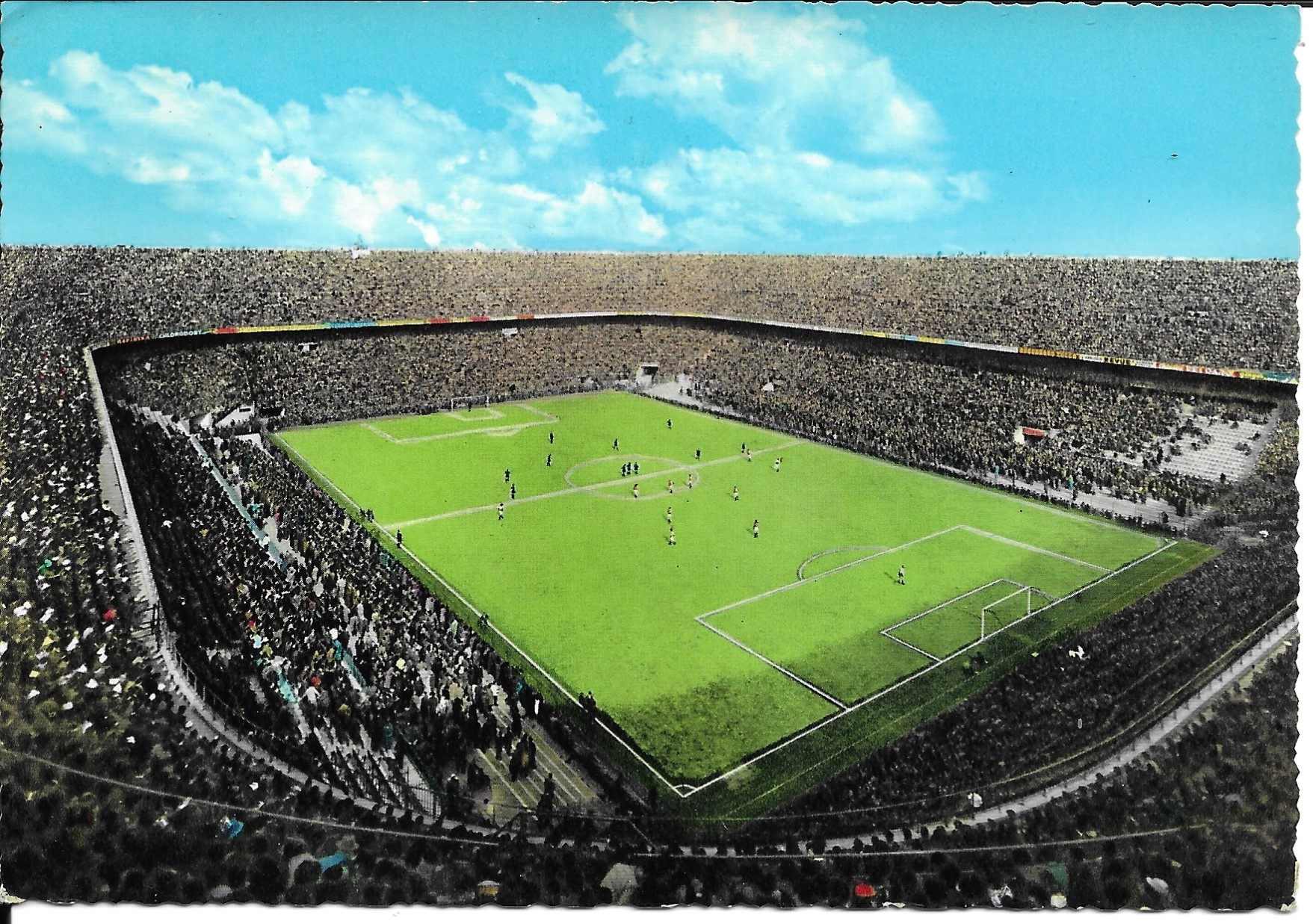
V roce 1963

Po 2. světové válce se musel Milán opustit stadion a společně s Interem hrál v Arena Civica, protože zejména v zimě, představovalo hřiště méně citlivé na počasí a umožňovalo hrát i při teplotách blízkých nule. V roce 1947 oba týmy definitivně odešli na San Siro, protože plány modernizace Arena Civica byly zamítnuty milánským dozorcem výtvarných umění, protože budova z napoleonské éry byla umělecky chráněný majetek a magistrát Milána se rozhodlo rozšířit San Siro. Nakonec byla definována v dubnu 1953, kdy usnesením byl pověřen architekt Armando Ronca.
Přístavba byla označovaná jako druhý prstenec a spočívala ve vybudování jediného schodiště nadřazeného na stávající, částečně tak zastřešeného nad sedadly ve spodním sektoru. Tam, kde byl první prstenec rozdělen podle pořadí sedadel, druhý byl otevřený sektor, ve kterém bylo uspořádání určováno pořadím příchodu na stadion. Nová vyvýšená konstrukce byla podepřena řadou železobetonových spirálových nosných ramp vybudovaných podél vnějšího obvodu stadionu, přes které bylo možné zpřístupnit různá podlaží a sektory. Dne 5. září 1955 byl renovovaný stadion znovu otevřen přátelským zápasem mezi Milánem a tehdejším sovětským Dynamem Moskva (4:1).
V srpnu 1957 u příležitosti přátelského utkání proti Fiorentině byl uveden do provozu osvětlovací systém, skládající se ze 180 projektorů, rozmístěných na pylonech uspořádaných v každém rohu stadionu, za cenu přibližně 40 milionů lir.
UEFA určila že se zde bude hrát finále poháru PMEZ 1964/65. Před domácím publikem se zde utkal Inter s portugalskou Benfikou. Utkání skončilo 1:0 pro domácí a vyhrál tak svůj druhý pohár. V roce 1967 se zde instalovalo první elektronické světelné tabule. Další finále se zde hrálo v sezoně 1969/70 a slavil zde nizozemský Feyenoord, když porazil skotský Celtic 2:1.
V říjnu 1977 UEFA přidělila Itálii turnaj ME v roce 1980 San Siro bylo mezi vybranými pro pořádání akce, ale potřebovalo určité renovační práce, zejména pokud šlo o část struktury prvního prstence postaveného ve 30. letech 20. století. Městský technický úřad totiž prohlásil konstrukci podpírající druhý prstenec za nebezpečný a k jejich stabilizaci byl zahájen plán renovace v hodnotě kolem 4 miliard lir, který zahrnoval instalaci ocelových konzol a navíc rekonstrukci šaten a tiskových kabin s ohledem na příliv zahraničních novinářů na turnaj. Práce, původně plánované pouze na léto 1979, pokračovaly až do zahájení turnaje, protože smluvní společnost zjistila nesrovnalosti mezi tím, co bylo stanoveno v projektech týkajících se přístavby v roce 1955. Mezitím, po smrti bývalého hráče obou milánských klubů Giuseppe Meazzy se magistrát města na konci srpna rozhodlo přejmenovat stadion na jeho památku. Během ME 1980 stadion hostilo tři zápasy a to ve skupinové fázi.

### Druhá rekonstrukce

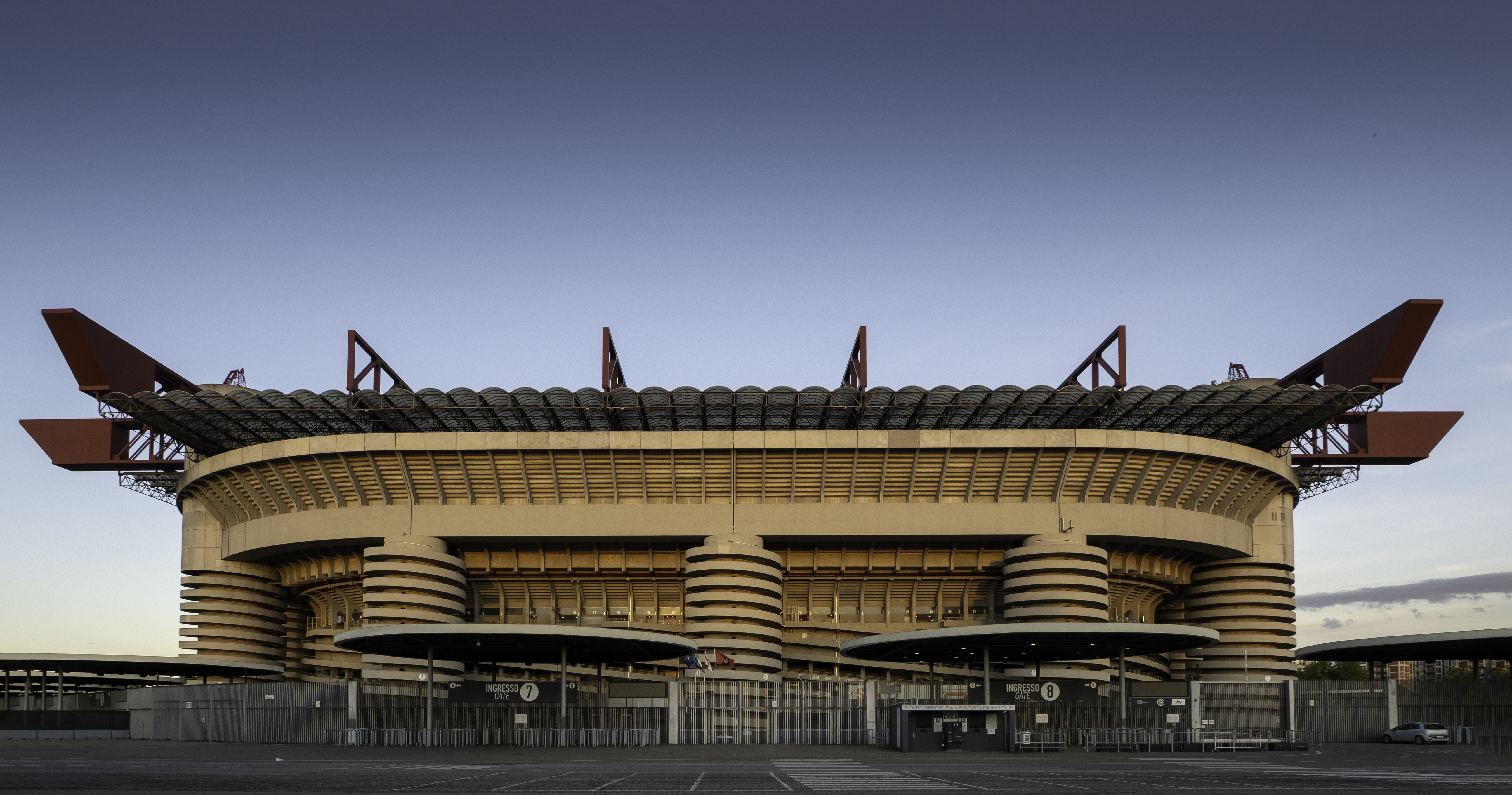
Stadion po druhé rekonstrukci

Dne 19. května 1984 byla Itálie označena za pořadatelskou zemi pro MS 1990 a Milán byl jedním z měst vybraných pro pořádání zápasů turnaje. Proto vyvstala potřeba přizpůsobit stadion předpisům FIFA, které vyžadovaly místa pouze k sezení. V letech 1987 až 1990 tak prošel stadion největší rekonstrukcí za posledních 30 let, přičemž další převýšení nazvané třetí prstenec bylo svěřeno architektům Giancarlo Ragazzim a Enrico Hofferovi.
Byly postaveny celkem 11 válcovité pilíře (čtyři v rozích, dva na každé z krátkých stran a tři na jedné z dlouhých stran), které zároveň fungují jako vnější spirálové schodiště, čtyři rohové pilíře také podpírají střechu vyrobenou z ocelového trámového rámu. Sedadla byla obarvena podle sektorů a očíslována. Celková kapacita s jakou byl stadion předán pro MS 1990 byla 85 700 míst pro sedící diváky. První utkání po rekonstrukci se odehrál 25. dubna 1990 u příležitosti druhého zápasu finále italského poháru mezi Milánem a Juventusem. Utkání sledovalo 83 928 diváků a vidělo domácí prohru 0:1 .
Na MS 1990 byl určen jako dějiště zahajovacího zápasu mezi Argentinou a Kamerunem (0:1). Celkem se zde odehrálo šest utkání (čtyři ve skupině, osmifinále a čtvrtfinále). Velmi památné utkání se odehrálo v osmifinále, když se v bouřlivém utkání proti sobě se střetlo Německo s Nizozemskem, kde byla spousta hráčů z Milána a Interu. Utkání skončilo vítězstvím Německa 2:1, ale vrcholem tvrdého zápasu bylo vyloučení na obou stranách (Völler a Rijkaard) za vzájemné poštuchování . Ve čtvrtfinále zde vyhrálo Německo 1:0 nad houževnatým Československem.
Dne 5. října 1996 bylo na stadionu slavnostně otevřeno sportovní muzeum spravované Milánem a Interem, které obsahuje upomínkové předměty, jako jsou články z historických novin, oficiální dokumenty, trofeje, herní trička a další věci obou klubů od jejich počátků až po novější dobu.

### Nové tisíciletí
V roce 2001 po 31 letech stadion opět hostil finále Ligy mistrů, kde se střetl německý Bayern se španělskou Valencií. Utkání skončilo až po penaltovém rozstřelu vítězstvím Bayernu a získali tak čtvrté vítězství v soutěži.
I když se stadion po roce 1990 podstatě neměnila podoba, v novém tisíciletí prošel stadion vnitřními zásahy, aby se přizpůsobil potřebám veřejnosti a sponzorů. Byli vytvořeny skyboxy, řada uzavřených a klimatizovaných balkonů se zábavním prostorem a prostorem pro pořádání akcí i konferencí, ze kterého lze proskleným oknem sledovat zápas na hřišti.
V roce 2010 bylo staré San Siro Duemila Consortium, společná společnost rozpuštěna a nahrazena MI Stadium Srl, který je rovněž ve stejném vlastnictví obou klubů. Smlouva byla uzavřená do roku 2030.
V roce 2012, po 22 letech problémů s trávníkem, který po výstavbě třetího prstence a střechy nikdy nebyl zcela funkční, což podle agronomů, kteří se při rozboru hřiště shodli, že jsou špatné klimatické podmínky. Bylo přijato hybridní řešení s technologií GrassMaster. 
UEFA se v roce 2014 rozhodla, že stadion opět bude hostit finále LM 2015/16. I tento zápas skončil po penaltovém rozstřelu. Střetli se Madridské kluby Real a Atlético. Celkem již 11 vítězství slavil Real Madrid. V roce 2019 Atalanta, která se poprvé ve své historii kvalifikovala do Ligy mistrů, požádala magistrát a oba kluby o využití stadionu pro své evropské zápasy, a to i navzdory nepříznivému stanovisku příznivců Interu.
V říjnu 2021 se zde odehrálo finále Ligy národů 2020/21. Turnaj vyhrála reprezentace Francie a Itálie obsadilo 3. místo.
Vzhledem k postupnému stáří stadionu, které se blíží sta let jeho existence, se město Milán a správcovská společnost dohodly na potřebě vybudovat nový stadion, s přeměnou celého prostoru kolem stadionu na sportovní čtvrť s nově vybudovaným stadionem sousedícím se současným a poté, po dokončení, přistoupila k částečné demolici stadionu s jeho přeměnou na prostor pro veřejnost. Původní plán měl být nový stadion uveden do provozu po ZOH 2026. Pandemie covidu-19 vše zbrzdilo a nakonec se v únoru 2023 rozhodlo že stadion zůstane a kluby si postaví své stadiony nové.

## Zápasy

### Derby di Milano
Stadion byl od roku 1926 jedním z dějišť a od roku 1947 jediným dějištěm milánského derby mezi Interem a Milánem, jedním z míst kulturní proměny města. Ve válečném období byl sociologický rozdíl mezi oběma skupinami fanoušků markantní a tento rozdíl vynikl zejména při těchto zápasech. Příznivci Interu, tradičně městské buržoazní a vyšší třídy, oslovovali spoluobčané oponující Baùscia (v milánském dialektu chvastoun), zatímco příznivci Milána, lidového a dělnického původu, obdrželi od příznivců černomodrého týmu přídomek casciavìt (šroubováky) jako symbol sounáležitosti. S ekonomickými rozdíly souvisely také přezdívky muturèta (skútr), kterými fanoušci Milána oslovovali své soupeře, na rozdíl od tramvèe (tramvaje) vyhrazené pro fanoušky Rossoneri, se zjevným odkazem na nízký příjem, který umožňoval maximální ekonomickou dostupnost, použití veřejné dopravy k cestě na stadion. Tento společenský a nakonec i politický kontrast byl rozpuštěn v 80. letech, kdy se podpora Interu rozšířila mezi celebrity blízké levicovým politickým kruhům. Milán podporoval Silvio Berlusconi, pozdějšího politického středopravého vůdce.
Analýzy provedené v roce 2014 místní obchodní komorou a univerzitou, se stadion zdá být jedním z nejvíce identifikujících symbolů Milán a po katedrále Duomo di Milano a kulturní institucí Triennale di Milano.

### Mistrovství světa
Stadion hostil dva ročníky Mistrovství světa ve fotbale konaný v Itálii a to v letech 1934 a 1990.

#### Mistrovství světa ve fotbale 1934
- Švýcarsko –  Nizozemsko 3:2 (1 kolo) 27. května
- Německo –  Švédsko 2:1 (čtvrtfinále) 31. května
- Itálie –  Rakousko 1:0 (semifinále) 3. června

#### Mistrovství světa ve fotbale 1990
- Argentina –  Kamerun 0:1 (skupina B) 8. června
- Německo –  Jugoslavie 4:1 (skupina D) 10. června
- Německo –  SAE 5:1 (skupina D) 15. června
- Německo –  Kolumbie 1:1 (skupina D) 19. června
- Německo –  Nizozemsko 2:1 (osmifinále) 24. června
- Československo –  Německo 0:1 (čtvrtfinále) 1. července

### Mistrovství Evropy
Stadion hostil jeden ročník Mistrovství Evropy ve fotbale konaný v Itálii a to v roce 1980.

#### Mistrovství Evropy ve fotbale 1980
- Itálie –  Španělsko 0:0 (skupina B) 12. června
- Belgie –  Španělsko 2:1 (skupina B) 15. června
- Nizozemsko –  Československo 1:1 (skupina A) 17. června

### Finálové zápasy evropských pohárů

#### Pohár PMEZ a LM
- 1964/65  Inter –  Benfica 2:1, 27. května 1965
- 1969/70  Feyenoord –  Celtic 2:1 v prodl., 6. května 1970
- 2000/01  Bayern Mnichov –  Valencia 1:1, 5:4 na pen., 23. května 2001
- 2015/16  Real Madrid –  Atlético Madrid 1:1, 5:3 na pen., 28. května 2016

#### Pohár UEFA
- 1990/91  Inter –  Řím 2:0, 8. května 1991
- 1993/94  Inter –  Salcburk 1:0, 11. května 1994
- 1994/95  Juventus –  Parma 1:1, 17. května 1995
- 1996/97  Inter –  Schalke 1:0, 1:4 na pen., 21. května 1997